# Hans Bongartz
Hans Bongartz (Bonn, 3 ottobre 1951) è un allenatore di calcio ed ex calciatore tedesco, di ruolo centrocampista.

## Carriera

### Giocatore

#### Club
Iniziò la sua carriera nel 1971 nelle file del Wattenschied come centrocampista centrale, nel 1974 venne acquistato dallo Schalke 04 e il risultato migliore che ottenne con i minatori fu un secondo posto finale in campionato nel 1976-1977. Nel 1978 fu ceduto al Kaiserslautern, dove terminò la carriera nel 1984.

#### Nazionale
Con la Germania Ovest giocò 4 partite, partecipando al campionato d'Europa 1976. Fu tra i rigoristi della finale dell'Europeo contro la Cecoslovacchia, persa dai tedeschi (2-2; 3-5 d.c.r.).

### Allenatore
Subito dopo aver terminato di giocare, Bongartz allenò dal 1985 all'1987 il Kaiserslautern. Dopo una breve esperienza allo Zurigo (1988-1989) ritornò in Germania ed allenò in successione Wattenscheid, Duisburg, Borussia Mönchengladbach, di nuovo Wattenscheid e Sportfreunde Siegen.
Nel 2007 fu direttore tecnico dello Skoda Xanthi, squadra di Super League, la massima divisione del calcio greco.